# Grand Prix automobile d'Italie 1986

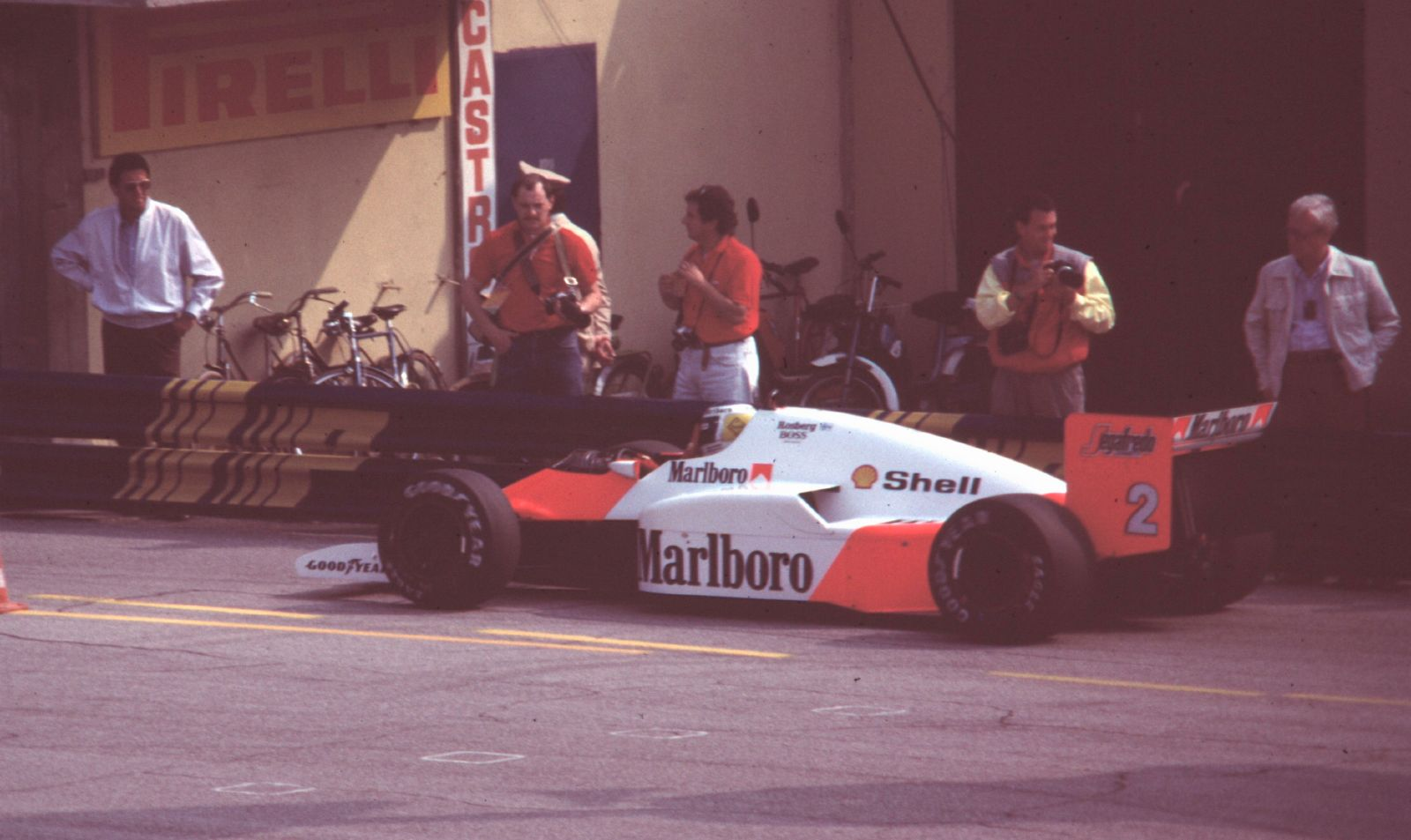
Keke Rosberg de l'écurie McLaren-Tag lors du Grand Prix automobile d'Italie 1986.

Résultats du Grand Prix automobile d'Italie de Formule 1 1986 qui a eu lieu sur le circuit de Monza le 7 septembre 1986.

## Classement de la course
| Pos. | no | Pilote             | Écurie                 | Tours | Temps/Abandon                      | Grille | Points |
| ---- | -- | ------------------ | ---------------------- | ----- | ---------------------------------- | ------ | ------ |
| 1    | 6  | Nelson Piquet      | Williams-Honda         | 51    | 1 h 17 min 42 s 889 (228,373 km/h) | 6      | 9      |
| 2    | 5  | Nigel Mansell      | Williams-Honda         | 51    | + 9 s 828                          | 3      | 6      |
| 3    | 28 | Stefan Johansson   | Ferrari                | 51    | + 22 s 915                         | 12     | 4      |
| 4    | 2  | Keke Rosberg       | McLaren-TAG            | 51    | + 53 s 809                         | 8      | 3      |
| 5    | 20 | Gerhard Berger     | Benetton-BMW           | 50    | Panne d'essence                    | 4      | 2      |
| 6    | 15 | Alan Jones         | Lola-Ford              | 49    | + 2 tours                          | 18     | 1      |
| 7    | 18 | Thierry Boutsen    | Arrows-BMW             | 49    | + 2 tours                          | 13     |        |
| 8    | 17 | Christian Danner   | Arrows-BMW             | 49    | + 2 tours                          | 16     |        |
| 9    | 4  | Philippe Streiff   | Tyrrell-Renault        | 49    | + 2 tours                          | 23     |        |
| 10   | 3  | Martin Brundle     | Tyrrell-Renault        | 49    | + 2 tours                          | 20     |        |
| 11   | 22 | Alex Caffi         | Osella-Alfa Romeo      | 45    | + 6 tours                          | 27     |        |
| Abd. | 19 | Teo Fabi           | Benetton-BMW           | 44    | Crevaison                          | 1      |        |
| Abd. | 27 | Michele Alboreto   | Ferrari                | 33    | Moteur                             | 9      |        |
| Abd. | 23 | Andrea De Cesaris  | Minardi-Motori Moderni | 33    | Moteur                             | 21     |        |
| Abd. | 31 | Ivan Capelli       | AGS-Motori Moderni     | 31    | Crevaison                          | 25     |        |
| Abd. | 25 | René Arnoux        | Ligier-Renault         | 30    | Boîte de vitesses                  | 11     |        |
| Abd. | 14 | Jonathan Palmer    | Zakspeed               | 27    | Alternateur                        | 22     |        |
| Dsq. | 1  | Alain Prost        | McLaren-TAG            | 27    | Disqualifié                        | 2      |        |
| Abd. | 26 | Philippe Alliot    | Ligier-Renault         | 22    | Moteur                             | 14     |        |
| Abd. | 11 | Johnny Dumfries    | Lotus-Renault          | 18    | Boîte de vitesses                  | 17     |        |
| Abd. | 8  | Derek Warwick      | Brabham-BMW            | 16    | Sortie de piste                    | 7      |        |
| Abd. | 24 | Alessandro Nannini | Minardi-Motori Moderni | 15    | Boîte de vitesses                  | 19     |        |
| Abd. | 21 | Piercarlo Ghinzani | Osella-Alfa Romeo      | 12    | Sortie de piste                    | 26     |        |
| Abd. | 16 | Patrick Tambay     | Lola-Ford              | 2     | Collision                          | 15     |        |
| Abd. | 7  | Riccardo Patrese   | Brabham-BMW            | 2     | Collision                          | 10     |        |
| Abd. | 29 | Huub Rothengatter  | Zakspeed               | 1     | Moteur                             | 24     |        |
| Abd. | 12 | Ayrton Senna       | Lotus-Renault          | 0     | Transmission                       | 5      |        |

## Pole position et record du tour
- Pole position : Teo Fabi en 1 min 24 s 078 (vitesse moyenne : 248,341 km/h)[1].
- Meilleur tour en course : Teo Fabi en 1 min 28 s 099 au 35e tour (vitesse moyenne : 237,006 km/h)[1].

## Tours en tête
- Gerhard Berger : 8 (1-6 / 25-26)
- Nigel Mansell : 29 (7-24 / 27-37)
- Nelson Piquet : 14 (38-51)

## À noter
- 17e victoire pour Nelson Piquet.
- 30e victoire pour Williams en tant que constructeur.
- 15e victoire pour Honda en tant que motoriste.
- 1er départ en Grand Prix pour l'écurie française AGS.
- Alain Prost, deuxième sur la grille de départ a été disqualifié pour avoir changé de voiture entre les essais et la course.